# Leptopsammia stokesiana
Espèce
Statut CITES
Leptopsammia stokesiana est une espèce de coraux appartenant à la famille des Dendrophylliidae.